# みんなヒーロー! 〜ヒグリータウンのなかまたち〜
『みんなヒーロー! 〜ヒグリータウンのなかまたち〜』（原題：Higglytown Heroes）は、ディズニージュニア（専門チャンネルのみ）で放送されている知育アニメ番組。日本では2005年9月19日からディズニーチャンネルのプレイハウス・ディズニー枠で放送された。

## 番組の概要
主人公4人組が街中で様々なトラブルに遭遇し、それらを解決できる人々（1エピソードにつき1～2人程度）を呼ぶことで「助け合うことの大切さ」を説き、同時に登場したゲストキャラの職業も紹介している。

## 登場人物
キャラのほぼ全員がマトリョーシカのような体形をしている（ただし手と腕は存在する）のが特徴的。

### メインキャラ
ユービー
声 - 斎藤恵理/英 - テイラー・マサミツ
主人公4人組で最も体が大きい。髪型は自然な七三分けで、少しそばかすがある。体内は空洞で、仲間うちである種の危機を察知したときはウェイン、トゥインクル、キップ、フラン（および所持している小物など）を体内に収納することができる。
ウェイン＆トゥインクル兄妹やキップと違って親がいないために叔父叔母のズーター&メリー夫妻と暮らしている。それ故に他人に対して優しい性格であるが、時々度が過ぎる発言をする（第23話Aパートのボウリングのシーンでガーターを出したときは、「ピンが怪我しなくてよかった」と少々的外れなことを言った）。
ウェイン
声 - 亀井芳子/英 - フランキー・ライアン・マンリケス
丸坊主風（一見そう見えるが実は非常に短いアフロ）のメガネ君。眼球はキウイフルーツの断面に非常に似ている。ユービーに準じてトゥインクル、キップ、フランなどを体内に収納することができる。トゥインクルの兄。夜の暗闇を極度に怖がる（他の人と比べて）。
トゥインクル
声 - 中村千絵/英 - リリアナ・マミー
主人公たちで唯一の女の子。頭の左右上部にお団子がある。ユービーに準じてキップ、フランなどを体内に収納することができる。1エピソードで必ず1回、彼女自身が描く「危機回避の方法」の線画が現れる（線の色は紫色。またエピソードによっては色付きの部分が存在する。）が、そこで説明される方法はいつもフランにダメ出しという形で却下され、うまくいかない。ウェインの妹。
キップ
声 - 園崎未恵/英 - ローリー・ソースト
主人公たちで最も体が小さい男の子。髪型は角刈り風。ユービーに準じてフランなどを体内に収納することができる。遠くから見ると背広にネクタイ姿に思えるが、実は前面が大きく開いたジャンパーに（胸の中央部分にロボットのワンポイントのある）シャツを着ている。
フラン
声 - 塩田朋子/英 - エディー・マクラーグ
主人公たちのお目付け役のようなリス。トゥインクルの線画を伴う妄想（のようなもの）にダメ出しをする際には、必ず片目を閉じている。
人間でいえば20代後半ぐらいで、リスの世界の大学を卒業している（第39話Bパートより）。

### サブキャラ
ピザ屋のお兄さん
声 - IKKAN/英 -
毎回登場する配達ピザ屋。4人組にちょっとしたアドバイスをすることがある。宅配用のバイクだけでなく、様々な乗り物を所持していて、エピソードによってはヘリコプターや潜水艦などに乗っていることもある。
キップのパパ
第9話まで無職で、第10話からホットドッグ売りの仕事を始めた。本名はフリップ（第52話Aパートでようやく明らかになる）。
ベティ
キップのママ。
ベッキー＆キニー
キップの姉たちで、双子。第7話で初登場。彼女たちのセリフから、キップたち4人はいずれも7歳以下であることが明らかになる。
プーキ
キップの妹で、まだ赤ちゃんなのであまりしゃべれない。
レモ
キップの叔父。
プランキー
ウェイン＆トゥインクルのママ。体格は肝っ玉かあさん風だが、非常に面倒見がよく、実の子供たちだけでなくユービー＆キップに対しても息子同然に接している。
クリンク
ユービーの祖父で、訳ありで彼と離れて農場を経営しつつ暮らしている。
ズーター&メリー
声 - 落合弘治（ズーター）、不明（メリー）/英 -
ユービーの叔父と叔母で、親がいないユービーに代わって彼の面倒をみている。ズーターは頭髪に関してはユービーよりむしろウェインに近い。
ウィッカーズさん
婦人警官。顔はベティと瓜二つ。
ジャックス
ユービーの従兄弟で、ビックリシティー在住。第17話Bパートなどに登場。
フランの両親
第19話Aパートに登場。街外れの大木（通称：ヒグリーの木）に、娘と離れて暮らしている。体色はフラン父が青色、フラン母が黒色。

### その他
ジョジョ＆ゴライアス（『ジョジョ・サーカス』より）
第20話Aパートで、ユービーたちがサーカスを見終わって帰るときに、その会場テントの傍の幟（のぼり）に描かれていた。いわゆる隠れキャラであり、エピソード中でジョジョ＆ゴライアスがキップなど主人公4人組と出会うシーンはない。
- 役名不明 - 根本泰彦、黒川なつみ、田辺静恵、吉川亜紀子、岡のりこ

## 日本語版制作スタッフ
- 演出：鈴木彩子
- 翻訳：いずみつかさ
- 音楽演出：深澤茂行
- 録音制作：スタジオ・エコー
- 日本語版製作：Disney Character Voices International,Inc.

## エピソード一覧
1. おりられない / おじいちゃんへの手紙
2. 歯がぬけた！ / お花はげんき？
3. はつ雪 / みんな　まっしろ
4. げんきだして　フラッピー / テレビ・パーティー
5. ペチャンコになっちゃった / なにが見つかるか
6. ピクニックさいこう！ / スポーツしよう！
7. でんわはなんばん？ / ゴミがいっぱい
8. ドングリの目 / みどりのはっぱ
9. ハロウィーンのヒーロー
10. ケチャップをとどけよう / よるのキャンプ
11. じけんの　におい / ふねに　のろう！
12. ほしのスープ / ニコニコなかよしキラキラトースト・クラブ
13. クリスマスのねがい
14. あたらしい　ともだち / みんなのオーケストラ
15. トゥインクルの大けっさく / たまごが　ほしい
16. カエルの日 / ゾウさんのおともだち
17. ビリビリのズボン / ユービーのいとこ
18. のうじょうの　おまつり / たのしいソリあそび
19. みんなでハイキング / ふしぎな　おと
20. サーカスだいすき / あかちゃんが　くる！
21. ピンクのみずたま / はたらきもののハチさん
22. きらめく　だいとかい / まいごの　こいぬ
23. キップのパパのストライク / とっても　あついひ
24. はが　いたい / おおきなキャンディー
25. としょかんは大さわぎ / けんかは　やめて
26. いくつ　あるかな！ / １００にちめの　きねんび
27. キラキラぼうし / ダンスを　おどろう
28. ブランコだいすき / ピカピカのコイン
29. なきむしプーキ / ごちゅうもんは？
30. ヒグスクウォッチの　でんせつ
31. あったかくなーれ / カモさん　おいで
32. ウェインの　だいだいだいぼうけん / ひこうせんのひ
33. バレンタインの　ひみつのおともだち / ファーンせんせいのバレンタイン
34. ひつじのマフラー / よるの　おでかけ
35. シャドーはいたずらっこ / うみに　でよう
36. ふうせんりょこう / まいごのウェイン
37. ロケットをさがせ！ / きょうは　ひっこし
38. パレードをみにいこう / トゥインクルのくるくるスピン
39. ゆきとこおりのくに / さわいでるのはだれ？
40. とうもろこしパーティー / ヘラジカのまち
41. フラン　つきへいく
42. くるまが　いっぱい / びじゅつかんに　いこう
43. ウェインがかがやくひ / ウェインのみみ
44. みなみのしま
45. ユービーのおおきなふね / ツルツルでおおさわぎ
46. ピョンピョン・ポンポン・ピザ / ほしくさ
47. なつのキャンプ / みんなビショぬれ
48. とくべつな　ぼうし / ピョンピョンばんざい
49. シャッフルボード / はじめての　ちず
50. プキプキどり / はるのしるし
51. 12まいのエイブ / おみせがからっぽになったひ
52. みんなフィーバー！ / モンスター・サンドイッチ
53. たからさがし / ユービーのゆうひ
54. ピンクのゾウさんバザー / うまに　ゆられて
55. どうしてクシャミがでるの？ / まほうのカギ
56. くるくるリサイクル / ウェインのペット
57. ちいさなおおもの / ゲームのやりかた
58. くるりんぱホットケーキ / はい　チーズ
59. コウモリのじかん / ゆきやまで　しゃっくり
60. みんな　まちのヒーロー
61. クルリンコプター・ボックス / バード・ウォッチング
62. フラッピーのおたんじょうび / クックちほうのコッコ・コンテスト
63. ウェインのおいしいはつめい / スペリング・コンテスト
64. おおきなズッキーニ / おとなりさんは　だれ？
65. ホワイト・クリスマス / わたしは　ドラマー

## ショートバージョン
上記のシリーズ物以外に、ショートバージョンとして実写映像でさまざまな職業の日本人が、苗字と活動中の様子つきで紹介されている。以下に示すのは既出の分である（ただし、ここでは苗字は表記しない。順不同）。

図書館司書
ライフガード
大工
歯科医
農家
動物園の飼育員
パン職人